# Тоёда, Сиро
Сиро Тоёда (яп. 豊田四郎  Тоёда Сиро). (3 января 1906, префектура Киото, Япония — 13 ноября 1977, Токио, Япония) — японский кинорежиссёр и сценарист. В своём творчестве Тоёда специализировался на адаптациях для кино литературных произведений и был одним из крупнейших постановщиков компании «Тохо», наряду с Микио Нарусэ и Акирой Куросавой.

## Биография

### Ранние годы
Сиро Тоёда родился и вырос в богатой семье, его отец был руководителем железнодорожной компании. С юных лет организм мальчика был ослаблен (он страдал костным туберкулёзом), отчего проводил долгие дни в постели, погрузившись в чтение романов и пьес. Из-за болезни юноша не получил среднего образования. Проучившись только в младших классах, Сиро переехал в Токио на попечение к своему старшему брату, который уже давно обосновался в столице.

### Карьера в кино
В 1924 году восемнадцатилетний Сиро Тоёда трудоустроится на студию «Камата» кинокомпании «Сётику», где будет учеником режиссёра Ясудзиро Симадзу, а вскоре и его ассистентом. Ещё работая помощником режиссёра, Тоёда предложит своему наставнику Симадзу написанный им самим сценарий. Ясудзиро Симадзу будет впечатлён и поставит по сценарию юного дарования фильм «Вечерний звонок» (1925). В самостоятельной режиссуре Сиро Тоёда дебютировал в двадцатитрёхлетнем возрасте постановкой фильма «Яркие губы» (1929, по собственному сценарию, основанному на романе Харуо Сато). Поставив за два года (1929—1930) четыре фильма, Тоёда после неудачи последнего из них будет отстранён от режиссуры руководством компании и переведён вновь в ассистенты. Только спустя пять лет ему будет дана возможность возвратиться в режиссуру постановкой фильма «Три женщины» (1935).
В 1936 году молодой амбициозный режиссёр покинет «Сётику», перейдя по приглашению известного в то время молодого актёра Дэна Обинаты, в независимую студию Tokyo Hassei. Большой успех будет иметь фильм 1937 года «Молодые люди» снятый по одноимённому бестселлеру Ёдзиро Исидзака. Фильм войдёт в десятку номинантов на премию журнала «Кинэма Дзюмпо» в категории «за лучший фильм года», заняв по результатам голосования 6 место.
В 1930-х, когда японское кино всё ещё находилось в зачаточном состоянии, Сиро Тоёда был в авангарде молодых кинематографистов. Лучшие фильмы режиссёра относятся к периоду второй половины тридцатых годов, кроме уже упомянутой киноленты «Молодые люди», это: «Плакса» (1938, по роману Фумико Хаяси), «Зимний ночлег» (1938, по Томодзи Абэ), «Соловей» (1938, по Эйносукэ Ито).
В 1940-м Сиро Тоёда снял фильм «Весна на маленьком острове». Фильм получил наиболее высокую оценку критиков, отметивших его премией журнала «Кинэма Дзюмпо» и у зрителей, несмотря на мрачный, буквально отталкивающий сюжет. В нём рассказывается о жалкой участи больных проказой Хиндзэна, его жены и детей, уединённо живущих на островке, затерявшемся во Внутреннем Японском море. Он снят по документальным записям Масако Огавы, которая самоотверженно ухаживала за семьёй Хандзэна, сама заразилась проказой и умерла.
В первой половине 1940-х он снял несколько пропагандистских фильмов по заказу и под контролем Министерства внутренних дел и Отдела массовой информации имперской армии, а после поражения Японии снимал фильмы противоположной направленности — во славу демократии (многие из этих кинолент потерпели неудачу как в художественном плане, так и в коммерческом).
В 1950-х Сиро Тоёда получает славу как один из специалистов в области адаптации для кино литературных произведений. Работы величайших японских писателей будут для него постоянным источником вдохновения. Творчество Сиро Тоёды отражает развитие японской литературы первой половины XX века. Тоёда экранизировал произведения таких писателей, как Наоя Сига, Ясунари Кавабата, Дзюнъитиро Танидзаки, Кафу Нагаи, Масудзи Ибусэ, Анго Сакагути и других. К наиболее значительным фильмам 1950-х годов относятся: «Времена года женщины» (1950, по роману Фумио Нива), «Дикий гусь» (1953, по одноимённому произведению Мори Огая), «Муж, жена и бобовая похлёбка» (1955, по Сакуносукэ Ода), «Кошка, Сёдзо и две женщины» (1956, по роману Дзюнъитиро Танидзаки), «Снежная страна» (1957, по роману Ясунари Кавабаты).
В работах, сделанных в 1960-е — 1970-е годы, когда адаптировать для кино литературные произведения уже не является подвигом, а Сиро Тоёда уже не считается авангардным режиссёром, он тем не менее признаётся как ветеран, который ставит экранизации с присущим ему высоким художественным качеством. Из кинолент этого позднего периода его творчества наиболее известны «Рассказ о ночи в Токио» (1961, по Цунэо Томита), «Тень волны» (1965, по Цутому Минаками), «Ёцуя Кайдан» (1965, по пьесе для театра кабуки автора Цуруя Намбоку IV), «Картины Ада» (1969, по одноимённому рассказу Рюноскэ Акутагавы, в русском переводе «Муки Ада»).
Сиро Тоёда часто использовал свои фильмы для того, чтобы исследовать борьбу между традиционными нормами нонконформистов с понятием индивидуализма и свободы самовыражения. Одним из характерных приёмов в работах режиссёра был показ слабого мужчины и сильной женщины.

### Личная жизнь
Актёры Рё Икэбэ и Хисая Морисигэ, работавшие на проектах режиссёра, в своих воспоминаниях утверждают, что Сиро Тоёда был гомосексуалом.
В 1971 году Сиро Тоёда пережил первый инфаркт миокарда, после которого длительное время восстанавливался и не выходил на съёмочную площадку до 1973 года. Второй приступ инфаркта, случившийся с ним 13 ноября 1977 года во время свадебной вечеринки у актёра Кинъя Китаодзи, он уже не пережил, скончавшись в возрасте семидесяти одного года.

## Премии и номинации
Премия журнала «Кинэма Дзюмпо» (1938)
- Номинация на премию за лучший фильм 1937 года — «Молодые люди».

Премия журнала «Кинэма Дзюмпо» (1941)
- Премия за лучший фильм 1940 года — «Весна на маленьком острове».

XV международный кинофестиваль в Венеции (1955)
- Номинация на главный приз «Золотой лев» — «Дикие гуси» (1953).

VI международный кинофестиваль в Западном Берлине (1956)
- Номинация на главный приз «Золотой медведь» — «Околдованная любовь Мадам Пай».

Премия «Голубая лента»
- 6-я церемония награждения (1956)

- Премия за лучшую режиссуру — «Муж, жена и бобовая похлебка» (1955).

XI международный кинофестиваль в Канне (1958)
- Номинация на главный приз «Золотую пальмовую ветвь» — «Снежная страна» (1957).

## Фильмография
| Фильмография режиссёрских работ Сиро Тоёды | Фильмография режиссёрских работ Сиро Тоёды                     | Фильмография режиссёрских работ Сиро Тоёды | Фильмография режиссёрских работ Сиро Тоёды         | Фильмография режиссёрских работ Сиро Тоёды                          | Фильмография режиссёрских работ Сиро Тоёды                           |
| Год                                        | Название по-русски                                             | Оригинальное название                      | Название на ромадзи                                | Английское название в международном прокате                         | Примечания                                                           |
| ------------------------------------------ | -------------------------------------------------------------- | ------------------------------------------ | -------------------------------------------------- | ------------------------------------------------------------------- | -------------------------------------------------------------------- |
| 1920-е годы                                |                                                                |                                            |                                                    |                                                                     |                                                                      |
| 1929                                       | «Яркие губы»                                                   | 彩られる唇                                 | Irodorareru kuchibiru                              |                                                                     | + сценарист, по роману Харуо Сато                                    |
| 1929                                       | «Женщина, плывущая по городу»                                  | 都会を泳ぐ女                               | Tokai o oyogu onna                                 |                                                                     | + сценарист                                                          |
| 1930-е годы                                |                                                                |                                            |                                                    |                                                                     |                                                                      |
| 1930                                       | «Подходящий брак»                                              | 友愛結婚                                   | Yûai kekkon                                        |                                                                     | + сценарист (с Хироси Мидзутани и Бусо Савадой)                      |
| 1930                                       | «Умная женщина»                                                | 心驕れる女                                 | Kokoro ogoreru onna                                |                                                                     |                                                                      |
| 1935                                       | «Три женщины»                                                  | 三人の女性                                 | San nin no josei                                   |                                                                     |                                                                      |
| 1936                                       | «Обратный путь из Токио в Осаку»                               | 東京－大阪特ダネ往来                       | Tôkyô-Ôsaka tokudane ôrai                          |                                                                     | + сценарист; первый фильм снятый в независимой компании Tokyo Hassei |
| 1936                                       | «Большой чиновник, маленький чиновник»                         | 大番頭小番頭                               | Dai bangashira shou bangashira                     |                                                                     |                                                                      |
| 1937                                       | «---»                                                          | 港は浮気風                                 | Minato ha uwaki fuu                                |                                                                     |                                                                      |
| 1937                                       | «---»                                                          | オヤケアカハチ                             | Oyake Akahachi                                     |                                                                     |                                                                      |
| 1937                                       | «Молодые люди»                                                 | 若い人                                     | Wakai hito                                         | Young People                                                        | по одноимённому роману Ёдзиро Исидзака                               |
| 1937                                       | «Перекрёстный огонь»                                           | 十字砲火                                   | Juujihouka                                         | Cross Fire                                                          |                                                                      |
| 1938                                       | «Плакса»                                                       | 泣蟲小僧                                   | Nakimushi kozo                                     | The Crybaby Kid / Crybaby Apprentice                                | по роману Фумико Хаяси                                               |
| 1938                                       | «Зимний ночлег»                                                | 冬の宿                                     | Fuyu no yado                                       | Winter Inn                                                          | по роману Томодзи Абэ                                                |
| 1938                                       | «Соловей»                                                      | 鶯                                         | Uguisu                                             | Nightingale                                                         | по роману Эйносукэ Ито                                               |
| 1940-е годы                                |                                                                |                                            |                                                    |                                                                     |                                                                      |
| 1940                                       | «Ёко Окумура»                                                  | 奥村五百子                                 | Okumura Ioko                                       | Ioko Okumura                                                        |                                                                      |
| 1940                                       | «Весна на маленьком острове»                                   | 小島の春                                   | Kojima no haru                                     | Spring on Lepers' Island                                            | на основе одноимённой книги доктора Масако Огавы                     |
| 1940                                       | «Деревня Обината»                                              | 大日向村                                   | Ôbinata-mura                                       |                                                                     |                                                                      |
| 1941                                       | «Отчёт о моей любви»                                           | わが愛の記                                 | Waga ai no ki                                      | A Record of My Love                                                 |                                                                      |
| 1943                                       | «Молодые герои»                                                | 若き姿                                     | Wakaki sugata                                      | Young Figure                                                        | фильм снят на студии «Корейский фильм»                               |
| 1946                                       | «Первоклассный этап»                                           | 檜舞台                                     | Hinoki butai                                       | The First-Class Stage                                               | первый фильм снятый в кинокомпании «Тохо»                            |
| 1947                                       | «Четыре истории любви» (новелла 1: «Первая любовь»)            | 四つの恋の物語 第一話 初恋                 | Yottsu no koi no monogatari (dai ichi wa hatsukoi) | Four Love Stories (Part I First Love)                               |                                                                      |
| 1948                                       | «Моя любовь с другой стороны горы»                             | わが愛は山の彼方に                         | Waga ai ha yama no kanata ni                       | My Love on the Other Side of the Mountain                           |                                                                      |
| 1949                                       | «---»                                                          | 白鳥は悲しからずや                         | Hakuchou ha kanashikara zu ya                      |                                                                     |                                                                      |
| 1950-е годы                                |                                                                |                                            |                                                    |                                                                     |                                                                      |
| 1950                                       | «Времена года женщины»                                         | 女の四季                                   | Onna no shiki                                      | The Four Seasons of Women                                           | по роману Фумио Нива                                                 |
| 1951                                       | «Эрико вместе с...» (фильм в двух частях)                      | えりことともに                             | Eriko to tomoni                                    |                                                                     |                                                                      |
| 1951                                       | «Мелодия трясогузки»                                           | せきれいの曲                               | Sekirei no kyoku                                   | The Song of the wagtail                                             |                                                                      |
| 1952                                       | «Ветер дует снова»                                             | 風ふたゝび                                 | Kaze futatabi                                      | The Wind Blows Twice                                                |                                                                      |
| 1952                                       | «Весенний шёпот»                                               | 春の囁き                                   | Haru no sasayaki                                   | Whisper of Spring                                                   |                                                                      |
| 1953                                       | «Дикий гусь»                                                   | 雁                                         | Gan                                                | Wild Geese                                                          | по одноимённому роману Огая Мори                                     |
| 1954                                       | «Одна женщина»                                                 | 或る女                                     | Aru onna                                           | A Certain Woman                                                     | по одноимённому роману Такэо Арисимы                                 |
| 1955                                       | «Соломенная флейта»                                            | 麦笛                                       | Mugibue                                            | The Grass Whistle / Love Never Fails                                |                                                                      |
| 1955                                       | «Муж, жена и бобовая похлебка» («Сладкие бобы для двоих»)      | 夫婦善哉                                   | Meoto zenzai                                       | Marital Relations / Happy Man and Wife                              | по роману Сакуносукэ Ода                                             |
| 1956                                       | «Волшебная любовь Белой Госпожи» («Легенда о Белой Змее»)      | 白夫人の妖恋                               | Byaku fujin no yoren                               | The Legend of the White Serpent / The Bewitching Love of Madame Pai | «Тохо» совместно с Shaw Brothers (Гонконг)                           |
| 1956                                       | «Кошка, Сёдзо и две женщины»                                   | 猫と庄造と二人のをんな                     | Neko to Shôzô to futari no onna                    | A Cat, Two Women, and One Man                                       | по роману Дзюнъитиро Танидзаки                                       |
| 1957                                       | «Снежная страна»                                               | 雪国                                       | Yukiguni                                           | Snow Country                                                        | по одноимённому роману Ясунари Кавабаты                              |
| 1957                                       | «Тихий вечер»                                                  | 夕凪                                       | Yuunagi                                            | Evening Calm                                                        |                                                                      |
| 1958                                       | «Я не могу отказаться»                                         | 負ケラレセン勝マデハ                       | Makeraremasen katsumadewa                          | I Can’t Give Up                                                     | по роману Анго Сакагути                                              |
| 1958                                       | «Гостиница возле станции»                                      | 喜劇 駅前旅館                              | Kigeki ekimae ryokan                               | Comedy-The Ryokan / Front of the Train Station                      | по роману Масудзи Ибусэ                                              |
| 1959                                       | «Занавеска в магазине цветов»                                  | 花のれん                                   | Hana noren                                         | Flower Shop Curtain                                                 |                                                                      |
| 1959                                       | «Как стать мужчиной»                                           | 男性飼育法                                 | Dansei shiikuhô                                    | Bringing Up Husbands                                                | на основе книги Цуяко Миякэ                                          |
| 1959                                       | «Дорога во тьме»                                               | 暗夜行路                                   | Anyakôro                                           | The Road In the Dark                                                |                                                                      |
| 1960-е годы                                |                                                                |                                            |                                                    |                                                                     |                                                                      |
| 1960                                       | «Владелец редких вещей»                                        | 珍品堂主人                                 | Chinpindô shujin                                   | The Curio Master                                                    | по роману Масудзи Ибусэ                                              |
| 1960                                       | «Бокуто Кидан» («Удивительные вести с восточного берега реки») | 〓東綺譚                                   | Bokuto kidan                                       | The Twilight Story                                                  | по книге Кафу Нагаи                                                  |
| 1961                                       | «Рассказ о ночи в Токио»                                       | 東京夜話                                   | Tôkyô yawa                                         | Night Story of Tokyo / The Diplomat’s Mansion                       | по роману Цунэо Томиты                                               |
| 1962                                       | «Пока существует завтра»                                       | 明日ある限り                               | Ashita aru kagiri                                  | Till Tomorow Comes / As Long As The Reis Tomorrow                   |                                                                      |
| 1962                                       | «Под любой звездой»                                            | 如何なる星の下に                           | Ika naru hoshi no moto ni                          | Under Any Star                                                      |                                                                      |
| 1963                                       | «Равнина печали»                                               | 憂愁平野                                   | Yushu heiya                                        | Melancholy Playing Field / Madame Aki                               | по повести Ясуси Иноуэ                                               |
| 1963                                       | «История служанки»                                             | 台所太平記                                 | Daidokoro taiheiki                                 | The Maid’s Story                                                    | по роману Дзюнъитиро Танидзаки                                       |
| 1963                                       | «Брачные узы: Новая версия»                                    | 新・夫婦善哉                               | Shin meoto zenzai                                  | Marital Relations, New Version                                      | по роману Сакуносукэ Ода                                             |
| 1964                                       | «Комедия: Весёлая вдова»                                       | 喜劇 陽気な未亡人                          | Kigeki: Yôki-na mibôjin                            | Comedy Merry Widow                                                  |                                                                      |
| 1964                                       | «Сладкая испарина»                                             | 甘い汗                                     | Amai ase                                           | Sweet Sweat                                                         |                                                                      |
| 1965                                       | «Тень волны»                                                   | 波影                                       | Nami kage                                          | Shadow of the Waves                                                 | по роману Цутому Минаками                                            |
| 1965                                       | «Ёцуя кайдан»                                                  | 四谷怪談                                   | Yotsuya kaidan                                     | Yotsuya Ghost Story / Illusion of Blood                             | по пьесе для театра кабуки автора Цуруя Намбоку IV                   |
| 1965                                       | «Истории о плотнике»                                           | 大工太平記                                 | Daiku taiheki                                      | War Stories of a Capenter                                           | по повести Кацуми Итиды                                              |
| 1967                                       | «Песня реки Тикума» («Река навсегда»)                          | 千曲川絶唱                                 | Chikumagawa zesshô                                 | River of Forever                                                    |                                                                      |
| 1967                                       | «Комедия: Сто лет перед вокзалом»                              | 喜劇 駅前百年                              | Kigeki ekimae hyakku-nen                           | A Hundred Years in Front of the Station                             |                                                                      |
| 1968                                       | «Комедия: Станция удачи»                                       | 喜劇 駅前開運                              | Kigeki ekimae kaiun                                | The Luck of Station Front Plaza                                     |                                                                      |
| 1969                                       | «Картины Ада»                                                  | 地獄変                                     | Jigokuhen                                          | Portrait of Hell                                                    | по одноимённому рассказу Рюноскэ Акутагавы                           |
| 1970-е годы                                |                                                                |                                            |                                                    |                                                                     |                                                                      |
| 1973                                       | «Блаженные» («Сумеречные годы»)                                | 恍惚の人                                   | Kokotsu no hito                                    | Senile Person                                                       | по роману Савако Ариёси                                              |
| 1976                                       | «Между женщинами и женами»                                     | 妻と女の間                                 | Tsuma to onna no aida                              | Between Women and Wives                                             | по роману Якуто Сэтоути, сорежиссёр — Кон Итикава                    |